# Vinorodni okoliš Goriška brda
Vinorodni okoliš Goriška brda obsega 1800 ha površine in je del v 7055 ha obsegajoče slovenske vinorodne dežele Primorske.Goriška brda je področje, ki ima zaradi sestave tal (lapornato – ilovnata zemlja), konfiguracije terena in ugodnega podnebja (milo podnebje, z veliko sonca in zimami, ki skoraj ne poznajo snega) idealne pedoklimatske pogoje za pridelavo odličnih belih in rdečih vrhunskih vin.
Najbolj znana briška bela vina so rebula, zeleni sauvignon ali drugače (sauvignonasse), beli pinot, sivi pinot, chardonnay, sauvignon, rdeči merlot in cabernet sauvignon.